# José Alves Bonifácio
José Alves Bonifácio (Viana do Castelo, 1860 - Porto?, 1943) foi um professor universitário e político português.

## Biografia
Frequentou a Academia Politécnica do Porto onde se licenciou em Engenharia de Obras Públicas e de Minas. Nesta Academia viria a a ser nomeado lente da 4.ª cadeira - Geometria Descritiva - logo após a defesa da sua dissertação de concurso "Teoria da função potencial e do potencial" de 1890.
Em 1911, com a criação da Universidade do Porto e extinção da Academia Politécnica, transita para a Faculdade de Ciências da Universidade do Porto, tendo aí exercido a atividade docente até à sua jubilação em 1929. Nesta mesma faculdade adquire em 1918 o grau de doutor em Ciências Matemáticas.
Foi professor no Liceu Central D. Manuel II entre 1902/1903 e 1909/1010.
Publicou, também, algumas obras de natureza científica destacando-se a obra "Geometria plana e no espaço" (1892).
Participou no movimento contrarrevolucionário, conhecido como a Monarquia do Norte em 1919, de que resultou na suspensão das suas funções de docente, só voltando novamente à docência em janeiro de 1920.
Morava na Rua do Gama, na freguesia da Foz do Douro e era frequentador do Clube Rigollot.